# Kalltjärnen (Lycksele socken, Lappland)
Kalltjärnen är en sjö i Lycksele kommun i Lappland och ingår i Umeälvens huvudavrinningsområde. Kalltjärnen ligger i Vindelälven Natura 2000-område.